# ناكاجاوا هيديماسا
ناكاجاوا هيديماسا (باليابانية: 中川秀政؛ بالكانا: なかがわ ひでまさ) هو ساموراي ياباني، ولد في 1568، وتوفي في 27 نوفمبر 1592.